# Hermann Müller
Hermann Müller (fil) (även Müller-Breslau efter namnet på sin första valkrets och från 1928 Müller-Franken efter sin nya valkrets), född 18 maj 1876 i Mannheim, död 20 mars 1931 i Berlin, var en tysk journalist och politiker (SPD). Müller var utrikesminister 1919–1920 och rikskansler vid två olika tillfällen, 1920 och 1928–1930.

## Biografi
Müllers fader, som var sektproducent, dog 1892. 1902 gifte sig Müller med Frieda Tockus. 1905 fick paret dottern Annemarie. Några veckor efter dotterns födsel dog hustrun i komplikationer efter graviditeten. Hermann gifte om sig 1909 och året därpå föddes dottern Erika.
Müller studerade handelsteori, innan han 1899 blev redaktör för den socialdemokratiska tidningen Görlitzer Volkszeitung. 1906 invaldes han i partistyrelsen och var därefter en av de krafter, som ledde tysk socialdemokrati in på allt måttfullare och försiktigare vägar. Han tillhörde från 1916 riksdagen. Müller tillhörde revolutionsregeringen 1918 och som utrikesminister i Gustav Bauers regering var det Müller som undertecknade Versaillesfördraget för Tysklands räkning 1919. Efter kappkuppens nedslående blev Müller rikskansler 1920 men avgick efter nederlaget i riksdagsvalen samma år.
Müller var därefter socialdemokratiska riksdagsgruppens ledare fram till valsegern 1928 förde socialdemokraterna till regeringsställning.
Müllers regering 1928–1930 var den sista tyska majoritetsregeringen under Weimarrepubliken och bestod av en så kallad "stor koalition" mellan socialdemokraterna, de liberala Tyska Demokratiska Partiet och Tyska Folkpartiet samt de katolska Centrumpartiet och Bayerska Folkpartiet. De tre följande regeringarna, varav två ledda av Centrumpartiet, var svaga minoritetsregeringar som indirekt banade väg för Hitlers maktövertagande 1933.
Under sin tid vid regeringsmakten lyckades han i stora drag realisera Gustav Stresemanns utrikespolitiska program: skadeståndsrevison och utrymningen av de franska ockupationstrupperna i Rhenlandet. Han anslog här ibland nationalistiska tonfall, som hjälpte honom få stöd från högern. Sedan de borgerliga och socialdemokraterna inte lyckats enas som krispolitiken, återgick Müller till att verka som oppositionsledare från mars 1930. Hans opposition var måttfull och innebar stor tolerans för Heinrich Brünings regering. Hans politik gick främst ut på att försöka samla de demokratiska krafterna till motstånd mot antidemokrater till såväl höger som vänster. Det ledde dock till inre splittringar i partiet bland många som ansåg att han var för undfallen i sin politik gentemot de borgerliga partierna.
Müller var mycket populär i sitt eget parti och hans bortgång i mars 1931, exakt ett år efter att hans regering hade fallit, var ett hårt slag för de tyska socialdemokraterna. Müller begravdes på Friedrichsfelde-kyrkogården i östra Berlin.
Boken Die November-Revolution (1928), Hermann Müllers minnen och syn på revolutionen i Tyskland 1918, brändes av nationalsocialisterna under bokbålen i Tyskland 1933.